# Rhinopalpa validice
Rhinopalpa validice är en fjärilsart som beskrevs av Hans Fruhstorfer 1913. Rhinopalpa validice ingår i släktet Rhinopalpa och familjen praktfjärilar. Inga underarter finns listade.